# Powiat zbaraski (Galicja)
Powiat zbaraski – dawny powiat kraju koronnego Królestwo Galicji i Lodomerii, istniejący w latach 1867–1918.
Siedzibą c.k. starostwa był Zbaraż. Powierzchnia powiatu w 1879 roku wynosiła 8,5456 mil kw. (491,71 km²), a ludność 51 196 osób. Powiat liczył 63 osady, zorganizowane w 62 gminy katastralne.
Na terenie powiatu działały 2 sądy powiatowe – w Zbarażu i Nowemsiole.

## Urzędnicy powiatowi
Starostowie
- Franciszek Urbański (1871)
- Hieronim Morawski (do 1877)[1]
- Karol Kaucki (1877–1895)[2][3][4]
- Józef Dniestrzański (m.in. w 1914)[5]

Kierownicy powiatu
- Józef Dniestrzański – m.in. w 1907[6], sekretarz Namiestnictwa[7].

Komisarze rządowi
- Wacław Schomek (1871)
- Juliusz Szumlański (1879)
- Mieczysław Aleksandrowicz (1882)
- Michał Chojecki-Lubicz (1890)
- Seweryn Kuliczkowski (m.in. 1914)[8]